# Marie Borroff
Marie Borroff (Marie Edith Borroff, ur. 10 września 1923, zm. 5 lipca 2019) – amerykańska poetka, filolog i tłumaczka. 
Jest emerytowanym profesorem Uniwersytetu Yale (w New Haven). Ukończyła studia na Uniwersytecie Chicagowskim, uzyskując tytuły licencjata i magistra (1946). Potem obroniła doktorat na Uniwersytecie Yale (1959). Była pierwszą kobietą, która otrzymała katedrę literatury angielskiej. Zajmowała się badaniami nad literaturą średnioangielską, w szczególności nad odrodzeniem aliteracyjnym, czyli rodzimym nurtem czternastowiecznej poezji angielskiej wykorzystującym wiersz oparty na aliteracji. Wydała monografię Sir Gawain and the Green Knight: A Stylistic and Metrical Study (Yale University Press, 1963). Była aktywna również jako tłumaczka. Przełożyła ze średnioangielskiego na nowoangielski poematy Pan Gawen i Zielony Rycerz, Perła, Patience, Cleanness St. Erkenwald (Święty Erkenwald),  stanowiące całość dzieła anonimowego poety określanego przeważnie jako Gawain-Poet albo Pearl-Poet.